# Sina Dertwinkel

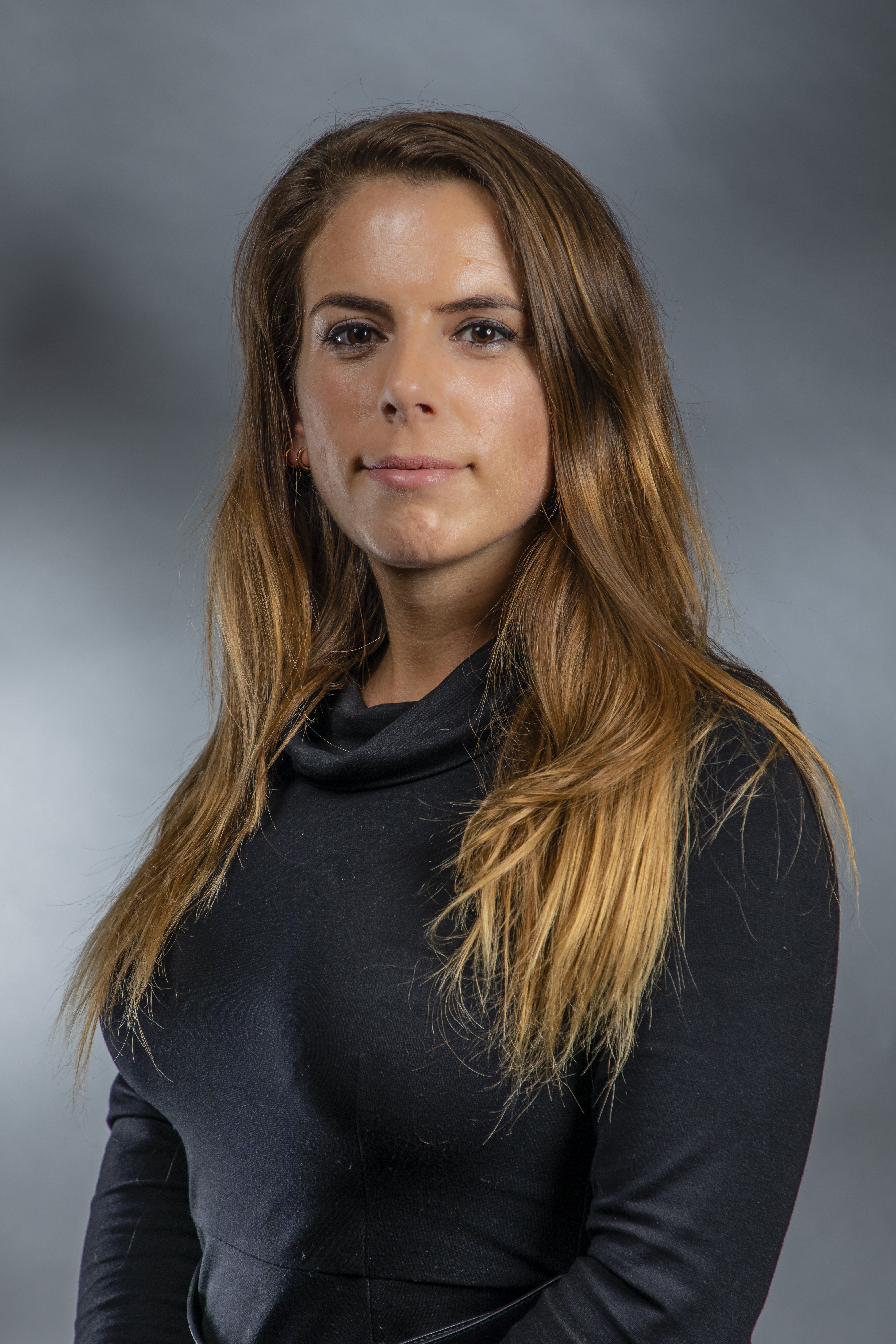
Sina Dertwinkel (2019)

Sina Dertwinkel (* 21. Mai 1988 in Minden) ist eine bremische Politikerin (CDU) aus Bremerhaven und seit 2016 Abgeordnete der Bremischen Bürgerschaft.

## Biografie

### Ausbildung und Beruf
Dertwinkel erwarb den Bachelor für Betriebswirtschaftslehre (BWL) und beendete im Dezember 2015 den Masterstudiengang „Logistics Engineering and Management“ an der Hochschule Bremerhaven. Sie ist Projektmitarbeiterin bei der EcoCool GmbH in Bremerhaven. Sie wohnt in Bremerhaven-Leherheide.

### Politik
Dertwinkel ist CDU-Mitglied, Beisitzerin im CDU-Landesvorstand Bremen, im CDU-Kreisvorstand Bremerhaven und im CDU-Stadtbezirksverband Bremerhaven Mitte sowie im Kreisvorstand der Frauen-Union und der Mittelstands- und Wirtschaftsunion der CDU in Bremerhaven. Des Weiteren ist sie Kreisvorsitzende der Jungen Union Bremerhaven und stellvertretende Landesvorsitzende der Mittelstands- und Wirtschaftsunion Bremen. Sie kandidierte für die CDU auf Platz 6 für Bremerhaven bei den Bremer Bürgerschaftswahlen 2015. Mit dem Ausscheiden von Paul Bödeker (CDU), der am 5. Januar 2016 zum Kämmerer Bremerhavens ernannt wurde, rückte sie am 7. Januar 2016 in die Bürgerschaft nach.

In der Bürgerschaft ist sie Mitglied im Ausschuss für Wissenschaft, Medien, Datenschutz und Informationsfreiheit, in der Deputation für Gesundheit und Verbraucherschutz und im Ausschuss für die Gleichstellung der Frau.
Sie ist aktuell Sprecherin für Verbraucherschutz und für Drogenpolitik  der CDU-Fraktion.